# Heinrich Bocer
Heinrich Bocer (Salzkotten, 6 gennaio 1561 – Tubinga, 5 luglio 1630) è stato un giurista e docente tedesco di diritto.

## Biografia
Heinrich Bocer studiò dal 1577 legge presso Bigelius a Marburgo, presso Johannes Borcholten a Helmstedt, ad Heidelberg e a Strasburgo. Conseguì il dottorato a Tubinga nel 1585-1586 e in seguito diventò docente all'Università di Tubinga. Dal 1587 fu giudice del tribunale del Württemberg. Nel 1595 divenne professore di diritto penale e feudale, ottenuta la cattedra, si dedicò completamente alla sua carriera accademica. Declinò la nomina a vice-cancelliere del governo del Württemberg nel 1604. Quattro anni dopo, tuttavia, Bocer divenne consigliere a Württemberg.
Bocer fu, assieme a Johannes Christoph Harpprecht, uno dei più rispettati autori e professori di legge di Tubinga del suo tempo. Nei suoi scritti si occupò principalmente di diritto penale e feudale e di diritto romano. Bocer approfondì lo studio di molti casi criminali e spesso è stato citato come fonte di perizie. Numerose tesi furono scritte sotto la sua guida, come ad esempio sull'utilità della difesa.
In alcuni casi accusato di essere troppo vicino alla legge lombarda, con i suoi trattati sul diritto romano, Bocer cercò soprattutto di sostenere la giurisprudenza umanistica del XVI secolo.
Si sposò nel giugno del 1585 con Kordula Riepp (n. 1535) e in seconde nozze nel 1607 con Eufrosine Halbritter, figlia di Johannes Halbritter, professore di diritto a Tubinga, e di Eufrosine Kyrrwang. Visse con lei nella Hafengasse a Tubinga. Sostenne la creazione della borsa di studio Bocer.

## Opere

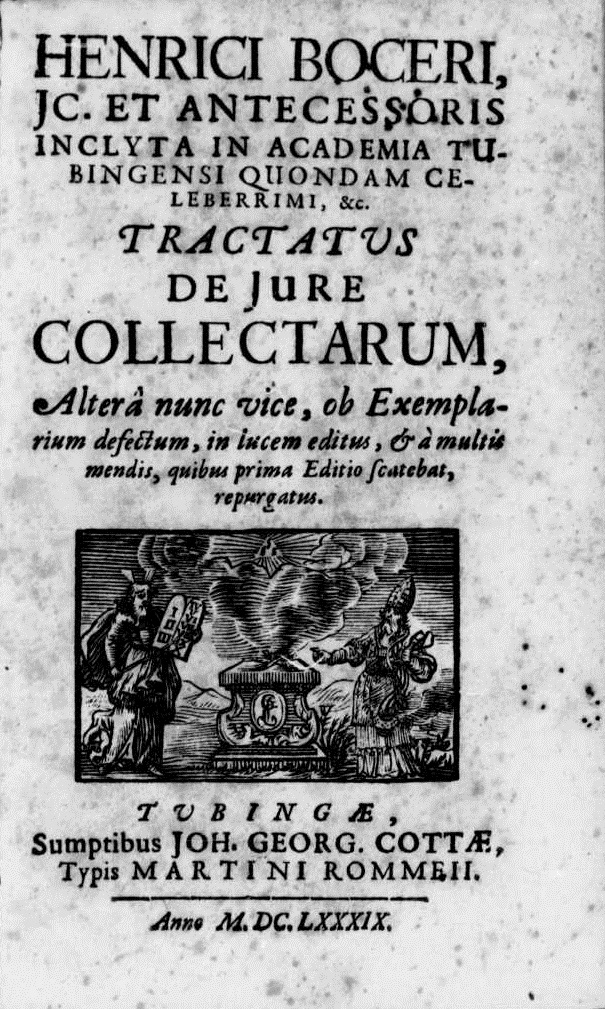
De iure collectarum, 1689

- Johann Georg Besold (rispondente), Disputatio XXIII. De Nullitate Sententiae, Appellatione, e rei iudicataeecutione, Tubinga (Gruppenbachius) 1602
- De Quaestionibus, et Torturis Reorum, perpetuis quaestionibus arduis, usu frequentioribus, expeditis accurato, magno studio descrus, & continue digestus, Tübingen (Typis & Impensis Cellianis) 1607, edizioni successive: Tubinga (Cellius) 1612, Tübingen (Geysslerus) 1630; Francoforte sul Meno (Zetznerus) 1631.
- De Crimine Maiestatis, Tum Illustris Quaestionis de fructibus rei alienae, quam quis bona, vel mala fide possidet, Explicatio brevis, & dilucida, Tubinga (Typis & Impensis Cellianis) 1608. Tubinga (Geysslerus) 1629, Francoforte sul Meno (Zetzner) 1629, Francoforte sul Meno (Zetzner).
- Ludwig Kalhardt (rispondente), Disputatio XXVI. De Extraordinario iudicio, Tubinga (Gruppenbachius) 1602.
- Johann Jakob Plebst (rispondente), Disputatio X. De Crimine maiestatis divinae, quod sacrilegium iura ricorrente, Tubinga (Gruppenbach) 1598/1599.
- Johann Michael Sattler (rispondente), Disputatio Iuridica, De Crimine Laesae Maiestatis Humanae, Tubinga (Gruppenbach) 1607.
- Johann Georg Sigwart (convenuto), Exercitatio Iuridica, Continens Quaestiones de Crimine Maiestatis humanae difficiliores, Tubinga 1598/1599; Tubinga (Cellius) 1607.
- Georg Thumas (rispondente), Disputazione XI. De Crimine maiestatis humanae, Tubinga (Gruppenbach) 1598/99.
- (LA) De iure collectarum, Tübingen, Johann Georg Cotta, 1689.
- (LA) De diffidationibus, Tübingen, Johann Georg Cotta, 1690.